# 新見郵便局
新見郵便局（にいみゆうびんきょく）は、岡山県新見市にある郵便局。民営化前の分類では集配普通郵便局であった。

## 概要
住所：〒718-8799 岡山県新見市高尾2485-11

## 沿革

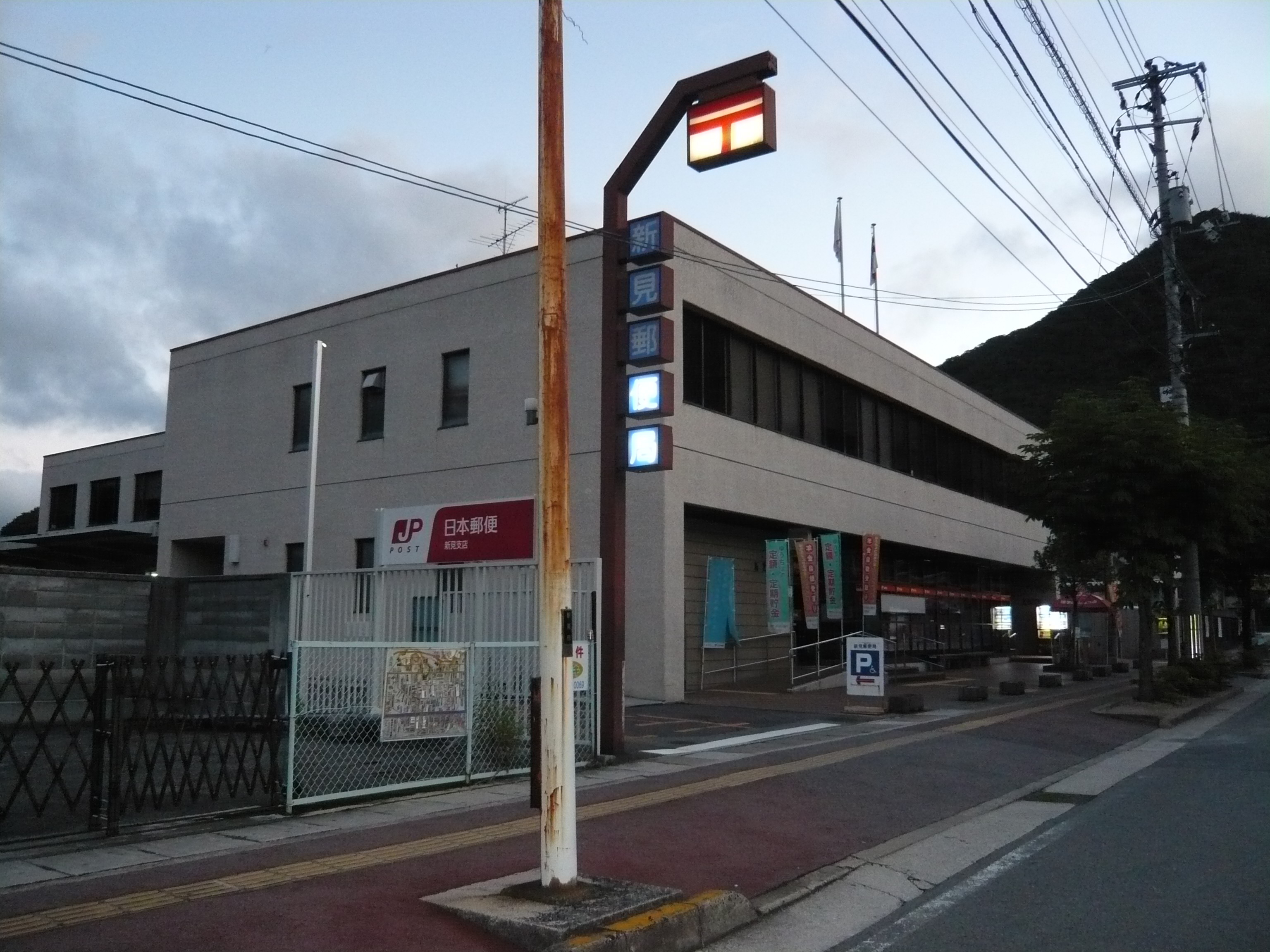
新見駅側から見る

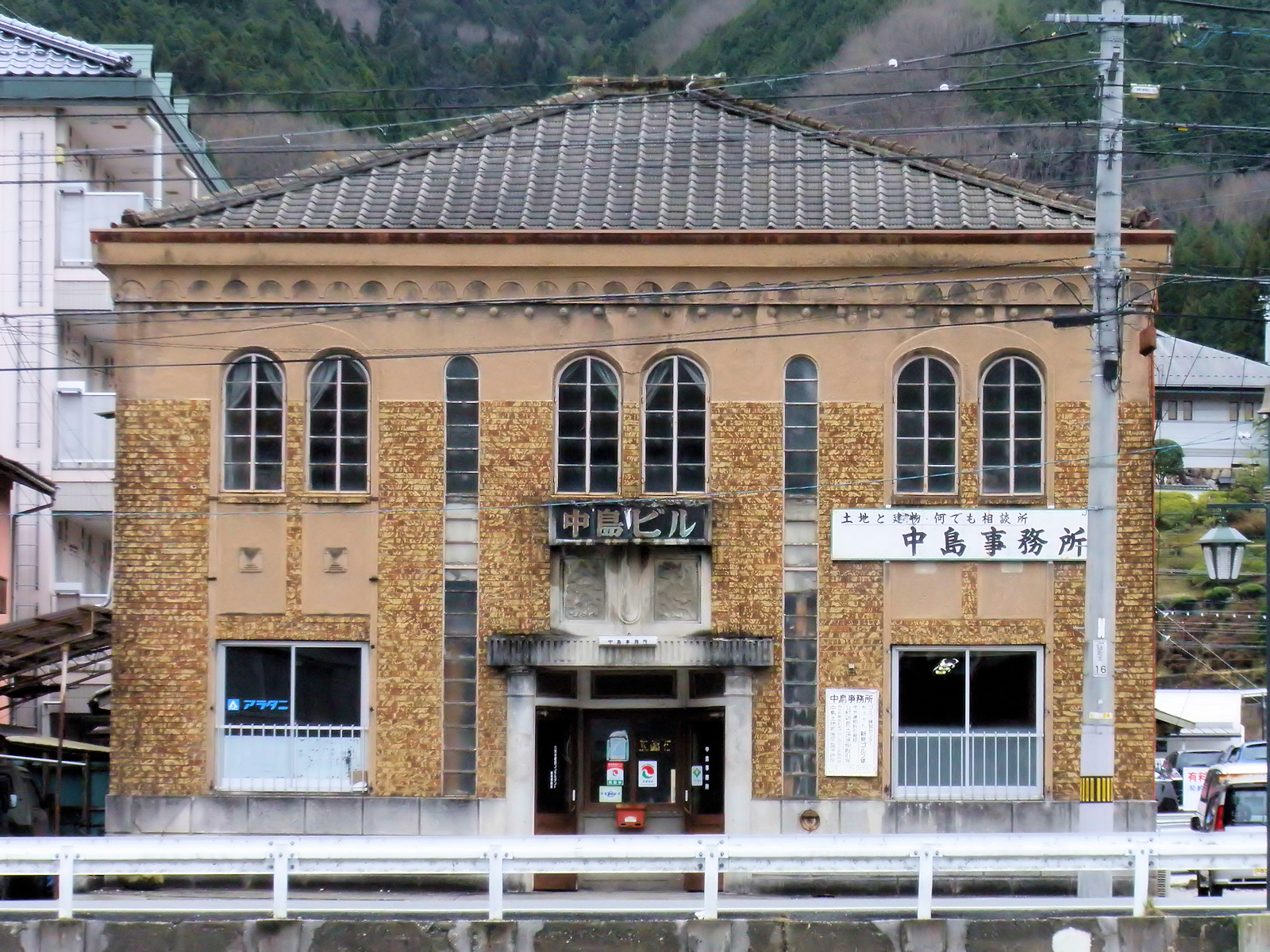
1958年まで使用された旧新見郵便局

- 1874年（明治7年） - 新見郵便役所が開設[1]。（現在の新見本町郵便局）
- 1874年（明治7年）12月16日 - 井村（いむら）郵便取扱所が開設。（現在の新見郵便局）
- 1875年（明治8年）1月1日 - 新見郵便役所が新見郵便局（四等）に、井村郵便取扱所が井村郵便局（五等）になる。
- 1879年（明治12年）5月1日 - 新見郵便局にて為替取扱を開始。同年11月、貯金取扱を開始。
- 1885年（明治18年）5月25日 - 井村郵便局にて貯金取扱を開始。
- 1890年（明治23年）4月1日 - 井村郵便局を上市（かみいち）郵便局に改称。
- 1891年（明治24年）2月21日 - 上市郵便局にて為替取扱を開始。
- 1894年（明治27年）11月3日 - 新見郵便局が新見郵便電信局になる。
- 1903年（明治36年）4月1日 - 通信官署官制の施行に伴い、新見郵便電信局が新見郵便局になる。
- 1951年（昭和26年）11月1日 - 上市郵便局における電報受付・配達および電話通話事務を廃止。同日、新見郵便局にて電報受付および電話通話業務の取扱いを開始[2]。
- 1956年（昭和31年）9月1日 - 上市郵便局にて電話通話および和文電報受付事務の取扱を開始。
- 1958年（昭和33年）1月21日 - 上市郵便局を新見郵便局に改称するとともに特定郵便局から普通郵便局へ局種別改定。従来の新見郵便局を新見本町郵便局に改称するとともに、新・新見郵便局に集配業務を移管。併せて美穀郵便局[3]および熊谷郵便局[4]からも新・新見郵便局に集配業務を移管[5]。
- 1959年（昭和34年）10月 - 局舎新築落成。
- 1983年（昭和58年）8月22日 - 万歳郵便局（〒718-04→〒718-03→〒718-0306）、新砥郵便局（〒718-05→〒718-03→〒718-0311）の集配業務を本郷郵便局（〒718-03）に移管。
- 1983年（昭和58年）10月11日 - 新見市西方から同市高尾に移転。
- 1998年（平成10年）9月1日 - 外国通貨の両替および旅行小切手の売買に関する業務取扱を開始。
- 2006年（平成18年）9月11日 - 本郷郵便局（〒718-0399→〒718-0303）から「718-03xx」区域の集配業務を当局に移管[6]。
- 2007年（平成19年）10月1日 - 民営化に伴い、併設された郵便事業新見支店に一部業務を移管。
- 2012年（平成24年）10月1日 - 日本郵便株式会社発足に伴い、郵便事業新見支店を新見郵便局に統合。
- 2015年（平成27年）3月2日 - 神代郵便局から「719-36xx」区域の集配業務を移管。

## 取扱内容
- 郵便、印紙、ゆうパック、内容証明
- 貯金、為替、振替、振込、国際送金、国債、投資信託
- 生命保険、バイク自賠責保険、自動車保険
- 地方公共団体事務（新見市ごみ処理券の販売）
- ゆうちょ銀行ATM
- 新見市内の一部地域（旧新見市・旧神郷町の一部および旧哲多町の全域：〒718-00xx、718-85xx、718-86xx、718-87xx、718-03xx、719-36xx）の集配業務
- ゆうゆう窓口

## 周辺
- 国道180号
- 岡山県道199号新見停車場線
- 備北民報社

## アクセス
- JR伯備線・姫新線 新見駅から徒歩約5分
- 高速バス大阪 - 新見・三次線（阪急バス・備北バス） 中国新見停留所下車（利用は大阪方面のみ）
- 中国自動車道 新見ICから南東へ約1.5km
- 駐車場あり：12台